# Tibor Lendvai
Tibor Lendvai (Budapeste, 1 de fevereiro de 1940 – 1 de agosto de 2023) foi um ciclista húngaro que competiu no ciclismo nos Jogos Olímpicos de Verão de 1968, representando a Hungria.

## Morte
Morreu no dia 1 de agosto de 2023, aos 83 anos.